# Палмер Тауншип (округ Нортамберленд, Пенсільванія)
Палмер Тауншип (англ. Palmer Township) — селище (англ. township) в США, в окрузі Нортгемптон штату Пенсільванія. Населення — 22 317 осіб (2020).

## Демографія
Згідно з переписом 2010 року, у селищі мешкала 20 691 особа в 8086 домогосподарствах у складі 5863 родин. Було 8366 помешкань
Расовий склад населення:
| - 86,5 % — білих - 5,3 % — чорних або афроамериканців - 4,1 % — азіатів - 0,2 % — корінних американців - 1,8 % — осіб інших рас |

До двох чи більше рас належало 2,0 %. Частка іспаномовних становила 6,1 % від усіх жителів.
За віковим діапазоном населення розподілялося таким чином: 21,1 % — особи молодші 18 років, 58,6 % — особи у віці 18—64 років, 20,3 % — особи у віці 65 років та старші. Медіана віку мешканця становила 44,9 року. На 100 осіб жіночої статі у селищі припадало 92,0 чоловіків;  на 100 жінок у віці від 18 років та старших — 89,9 чоловіків також старших 18 років.
Середній дохід на одне домашнє господарство  становив 86 258 доларів США (медіана — 77 069), а середній дохід на одну сім'ю — 97 656 доларів (медіана — 86 409). Медіана доходів становила 60 000 доларів для чоловіків та 50 831 долар для жінок. За межею бідності перебувало 4,0 % осіб, у тому числі 4,0 % дітей у віці до 18 років та 3,1 % осіб у віці 65 років та старших.
Цивільне працевлаштоване населення становило 10 133 особи. Основні галузі зайнятості: освіта, охорона здоров'я та соціальна допомога — 27,2 %, виробництво — 13,7 %, роздрібна торгівля — 11,5 %.